# Cantón de Oyonnax
El cantón de Oyonnax (en francés canton d'Oyonnax) es una circunscripción electoral francesa situada en el departamento de Ain, de la región de Auvernia-Ródano-Alpes. La cabecera (bureau centralisateur en francés) está en Oyonnax.

## Geografía
El cantón está situado al nordeste del departamento, en el Bugey, una zona de media montaña que forma parte del macizo del Jura. Limita con el departamento de Jura.

## Historia
Fue creado por el decreto del 13 de febrero de 2014 que entró en vigor el 2 de abril de 2015, después las primeras elecciones departamentales posteriores a la publicación de dicho decreto. Los cantones de Ain pasaron de 43 a 23.

## Composición
- Arbent
- Oyonnax